# جورج هاويس
جورج هاويس (بالإنجليزية: George Howes)‏ هو عالم حشرات وعالم بقشريات الأجنحة نيوزيلندي، ولد في 4 ديسمبر 1879، وتوفي في 20 فبراير 1946.